# Парубок, Емельян Никонович
Емелья́н Ни́конович Па́рубок (укр. Омелян Никонович Парубок; 21 января 1940, Баштечки — 20 июня 2017, Баштечки) — советский и украинский новатор сельскохозяйственного производства, бригадир по выращиванию сахарной свёклы колхоза имени Суворова Жашковского района Черкасской области Украинской ССР. Дважды Герой Социалистического Труда (1977, 1984).

## Биография
Родился 21 января 1940 года в селе Баштечки Жашковского района Киевской (с 1954 года — Черкасской) области, украинец. В 1960 году окончил Уманскую школу механизации сельского хозяйства, в 1970 году – Уманский техникум механизации и электрификации сельского хозяйства, техник-механик сельскохозяйственного производства, в 1980 году – Уманский сельскохозяйственный институт.
Работать начал в 1955 году в колхозе, с 1956 года – прицепщик в тракторной бригаде Жашковской машинно-тракторной станции (МТС), с 1960 – комбайнёр, с 1962 – звеньевой механизированного звена по выращиванию сахарной свёклы колхоза имени Суворова в Жашковском районе.
Начиная с 1947 и по 1985 год, в Жашковском районе Черкасской области сотрудники Научно-исследовательского института сахарной свёклы разрабатывали технологию выращивания этой культуры с минимальными затратами ручного труда. Хозяйство Парубка в селе Баштечки постановлением Совета министров СССР и Совета министров УССР было определено базовым полигоном всех этих новаций. Сначала разработанная технология называлась «жашковской», позже — «черкасской», а впоследствии — «всеукраинской».
Участвовал в общественной деятельности - оказывал помощь в работе кружка "Юный земледелец" учеников Баштечковской школы.
С 1992 года – заместитель председателя правления коллективного сельскохозяйственного предприятия имени Суворова Жашковского района.
До 2010 года проживал в Киеве, пока добровольно не отказался от депутатских полномочий в Верховной раде и не вернулся в родное село.
Член КПСС с 1966 года, член ЦК КПСС в 1986—1991. Был делегатом съездов компартий Советского Союза и Украины.
Народный депутат СССР от КПСС в 1989—1991 годах. Народный депутат Украины 2, 3, 4, 5 и 7 созывов. Всегда – от Коммунистической партии. За время пребывания в Верховной Раде — член Комитетов по вопросам сельского хозяйства, экологической политики, природопользования и ликвидации последствий Чернобыльской катастрофы. Один из 148 депутатов Верховной Рады Украины, подписавших обращение в Сейм Республики Польша с просьбой признать геноцидом поляков события национально-освободительной войны Украины 1942—1944 годов.
Умер 20 июня 2017 года в селе Баштечки.

## Награды
- Дважды Герой Социалистического Труда (22.12.1977, 6.06.1984).
- Кавалер трёх орденов Ленина (31.12.1965, 22.12.1977, 6.06.1984), орденов Октябрьской Революции (8.12.1973) и «Знак Почёта» (8.04.1971).
- Лауреат Государственной премии СССР (1976).[8]
- Лауреат премии Ленинского комсомола.

## Память
Во времена СССР, на родине Е. Н. Парубка в с. Баштечки, за высокие урожаи свёклы, ему был установлен при жизни памятник, который стоит до сих пор.